# Форестбург
Форестбург (англ. Forestburg) — село в Канаді, у провінції Альберта, у складі муніципального району Флегстафф.

## Населення
За даними перепису 2016 року, село нараховувало 875 осіб, показавши зростання на 5,3%, порівняно з 2011-м роком. Середня густина населення становила 320,1 осіб/км².
З офіційних мов обидвома одночасно володіли 35 жителів, тільки англійською — 840. Усього 30 осіб вважали рідною мовою не одну з офіційних.
Працездатне населення становило 400 осіб (57,6% усього населення), рівень безробіття — 11,2% (10,9% серед чоловіків та 14,3% серед жінок). 92,5% осіб були найманими працівниками, а 7,5% — самозайнятими.
Середній дохід на особу становив $51 272 (медіана $36 544), при цьому для чоловіків — $72 642, а для жінок $29 985 (медіани — $60 032 та $25 899 відповідно).
25,2% мешканців мали закінчену шкільну освіту, не мали закінченої шкільної освіти — 21,6%, 53,2% мали післяшкільну освіту, з яких 16,2% мали диплом бакалавра, або вищий.
| Статево-вікова структура населення | Статево-вікова структура населення | Статево-вікова структура населення | Статево-вікова структура населення | Статево-вікова структура населення |
| ---------------------------------- | ---------------------------------- | ---------------------------------- | ---------------------------------- | ---------------------------------- |
|                                    |                                    |                                    |                                    |                                    |
| Всього                             | Всього                             | 50,6%49,4%                         |                                    |                                    |
| 0 — 14 років                       | 0 — 14 років                       |                                    | 16,5%                              | 16,5%                              |
| 15 — 64 років                      | 15 — 64 років                      |                                    | 61,9%                              | 61,9%                              |
| 65 і більше                        | 65 і більше                        |                                    | 21,6%                              | 21,6%                              |
| 85 і більше                        | 85 і більше                        |                                    | 2,8%                               | 2,8%                               |
| Середній вік (років)               | Середній вік (років)               | 43,644,1                           | 43,8                               | 43,8                               |
| Медіана (років)                    | Медіана (років)                    | 46,645,5                           | 46,0                               | 46,0                               |
| — чоловіки — жінки                 |                                    |                                    |                                    |                                    |

| Походження мешканців:     | Походження мешканців:     | Походження мешканців: | Походження мешканців: | Походження мешканців: |
| ------------------------- | ------------------------- | --------------------- | --------------------- | --------------------- |
| Походження                |                           |                       | осіб                  | %                     |
| Корінні американці        | Корінні американці        |                       | 45                    | 5.17%                 |
| Інше північноамериканське | Інше північноамериканське |                       | 190                   | 21.84%                |
| Європейське               | Європейське               |                       | 760                   | 87.36%                |
| британське                | британське                |                       | 525                   | 60.34%                |
| французьке                | французьке                |                       | 120                   | 13.79%                |
| українське                | українське                |                       | 70                    | 8.05%                 |
| Азійське                  | Азійське                  |                       | 15                    | 1.72%                 |
| Океанійське               | Океанійське               |                       | 20                    | 2.3%                  |

| Зайнятість населення за галузями (за класифікацією NOC): | Зайнятість населення за галузями (за класифікацією NOC): | Зайнятість населення за галузями (за класифікацією NOC): | Зайнятість населення за галузями (за класифікацією NOC): | Зайнятість населення за галузями (за класифікацією NOC): |
| -------------------------------------------------------- | -------------------------------------------------------- | -------------------------------------------------------- | -------------------------------------------------------- | -------------------------------------------------------- |
|                                                          |                                                          |                                                          |                                                          |                                                          |
| Управління                                               | Управління                                               |                                                          | 6,3%                                                     | 6,3%                                                     |
| Бізнес, фінанси та адміністрування                       | Бізнес, фінанси та адміністрування                       |                                                          | 8,8%                                                     | 8,8%                                                     |
| Природничі та прикладні науки                            | Природничі та прикладні науки                            |                                                          | 2,5%                                                     | 2,5%                                                     |
| Охорона здоров'я                                         | Охорона здоров'я                                         |                                                          | 7,5%                                                     | 7,5%                                                     |
| Освіта, правозахист, муніципальні та урядові служби      | Освіта, правозахист, муніципальні та урядові служби      |                                                          | 7,5%                                                     | 7,5%                                                     |
| Роздрібна торгівля та послуги                            | Роздрібна торгівля та послуги                            |                                                          | 18,8%                                                    | 18,8%                                                    |
| Гуртова торгівля, транспорт та обладнання                | Гуртова торгівля, транспорт та обладнання                |                                                          | 30%                                                      | 30%                                                      |
| Природні ресурси, сільське господарство                  | Природні ресурси, сільське господарство                  |                                                          | 5%                                                       | 5%                                                       |
| Виробництво                                              | Виробництво                                              |                                                          | 13,8%                                                    | 13,8%                                                    |

## Клімат
Середня річна температура становить 2,8°C, середня максимальна – 21,6°C, а середня мінімальна – -20,3°C. Середня річна кількість опадів – 418 мм.
| Клімат поселення                              | Клімат поселення | Клімат поселення | Клімат поселення | Клімат поселення | Клімат поселення | Клімат поселення | Клімат поселення | Клімат поселення | Клімат поселення | Клімат поселення | Клімат поселення | Клімат поселення | Клімат поселення |
| Показник                                      | Січ.             | Лют.             | Бер.             | Квіт.            | Трав.            | Черв.            | Лип.             | Серп.            | Вер.             | Жовт.            | Лист.            | Груд.            |                  |
| Середній максимум, °C                         | −7,04            | −3,17            | 2,04             | 10,90            | 17,23            | 21,44            | 21,61            | 21,02            | 15,64            | 9,68             | −0,12            | −6,45            |                  |
| Середня температура, °C                       | −13,67           | −9,8             | −4,61            | 4,28             | 10,59            | 14,80            | 16,71            | 16,10            | 10,71            | 4,78             | −5,05            | −11,37           |                  |
| Середній мінімум, °C                          | −20,31           | −16,44           | −11,23           | −2,4             | 3,95             | 8,20             | 11,80            | 11,20            | 5,82             | −0,15            | −9,96            | −16,28           |                  |
| Норма опадів, мм                              | 19               | 12               | 17               | 23               | 43               | 79               | 77               | 58               | 42               | 17               | 15               | 16               |                  |
| Середньомісячна швидкість вітру, м/с          | 3.70             | 3.60             | 3.78             | 4.00             | 4.01             | 3.70             | 3.40             | 3.20             | 3.40             | 3.68             | 3.87             | 3.80             |                  |
| Середньомісячна сонячна радіація, кДж/м²·день | 3856             | 7329             | 12494            | 17488            | 20735            | 22076            | 22693            | 19056            | 13029            | 7874             | 4030             | 2809             |                  |
| --------------------------------------------- | ---------------- | ---------------- | ---------------- | ---------------- | ---------------- | ---------------- | ---------------- | ---------------- | ---------------- | ---------------- | ---------------- | ---------------- | ---------------- |
| Джерело:                                      |                  |                  |                  |                  |                  |                  |                  |                  |                  |                  |                  |                  |                  |